# Seznam medailistů na mistrovství Československa a Česka mužů a žen v běžecké štafetě na 4 × 400 m

### Muži
| Rok          | Místo              | Zlato                                                             | Výkon           | Stříbro                                                              | Bronz                                                             |
| ------------ | ------------------ | ----------------------------------------------------------------- | --------------- | -------------------------------------------------------------------- | ----------------------------------------------------------------- |
| MR ČSR 1945  | Praha              | Miloslav Šimonek Josef Sklenář Vlastimil Holeček Kupka            | 3:32,3          | Arnošt Schneider Jaroslav Tlapák Václav Winter Leopold Láznička      | SK Hrušovany 3:35,6                                               |
| MR ČSR 1946  | Praha              | Arnošt Schneider Antonín Bechyně Milan Horecký Leopold Láznička   | 3:26,2          | Zdeněk Pospíšil Miroslav Hrdlička Milan Tošnar Jiří David            | Miloslav Šimonek Milan Ogoun Luboš Vomáčka Kupka                  |
| MR ČSR 1947  | Praha              | Arnošt Schneider Antonín Bechyně Milan Horecký Leopold Láznička   | 3:24,6          | Milan Tošnar Miroslav Hrdlička Milan Horecký Jiří David              | Alois Krčál Alexej Čižmář Lubomír Rek Milan Kvapilík              |
| MR ČSR 1948  | Praha              | Arnošt Schneider Emil Kára Antonín Bechyně Leopold Láznička       | 3:26,8          | Jan Havle Václav Winter Písařík Rudolf Smetana                       | Milan Kvapilík Alexej Čižmář Richard Kania Lubomír Rek            |
| MR ČSR 1949  | Praha              | Aleš Poděbrad Čestmír Kodrle Miloslav Havlík Zdeněk Šimek         | 3:24,8          | Milan Horecký Drahoš Horecký Milan Tošnar Jaromír Malý               | Richard Kania Tomáš Šalé Herbert Kania Lubomír Rek                |
| MR ČSR 1950  | Bratislava         | Čestmír Kodrle Antonín Bechyně Bohumil Pospíšil Aleš Poděbrad     | 3:23,8          | Jiří Horáček Pavel Formánek Ivo Štěch Jiří Vaněk                     | Milan Friš Antonín Honzík Alfréd Stržínek Zdeněk Fiala            |
| MR ČSR 1951  | Brno               | Milan Tošnar Alfréd Stržínek Jan Perek Aleš Poděbrad              | 3:22,2          | Miloš Trůbl Pavel Formánek Ivo Štěch Stanislav Jungwirth             | Richard Kania Herbert Kania Lubomír Rek Lubomír Bartoš            |
| MR ČSR 1952  | Praha              | Václav Janeček Jiří David Aleš Poděbrad Milan Fillo               | 3:19,4          | Richard Kania Vladimír Bajer Milan Horecký Lubomír Bartoš            | Miloš Trůbl Ivo Štěch Milan Knapp Jiří Vaněk                      |
| MR ČSR 1953  | Praha              | Miroslav Borsuk Lubomír Rek Aleš Poděbrad Milan Fillo             | 3:15,6          | Alexander Zvolenský Alfréd Stržínek Ludvík Liška Stanislav Jungwirth | Sergej Kočmerževský Milan Knapp Jiří Vaněk Ivo Štěch              |
| MR ČSR 1954  | Ostrava            | Alexander Zvolenský Dušan Čikel Stanislav Jungwirth Ludvík Liška  | 3:19,2          | Miroslav Borsuk Jan Kubista Miroslav Čep Pavol Vrecník               | Oldřich Koníček Josef Kopecký Josef Brousil Milan Horecký         |
| MR ČSR 1955  | Brno               | Jaroslav Jirásek Aleš Poděbrad Ludvík Liška Vilém Mandlík         | 3:20,4          | Slavia ITVS Praha 3:23,6                                             | Slavia Brno 3:27,2                                                |
| MR ČSR 1956  | Bratislava         | Václav Janeček Jaroslav Jirásek Aleš Poděbrad Ludvík Liška        | 3:18,2          | Otakar Šťastný Georgiu Nikis Petr Kavan Josef Trousil                | Josef Kupský Karel Kupilík Květoslav Springinsfeld Rudolf Kupka   |
| MR ČSR 1957  | Praha              | Dušan Čikel Ludvík Liška Stanislav Jungwirth Jaroslav Jirásek     | 3:17,5          | Zbyněk Kučera Rudolf Kupka Jaroslav Heger Pavol Havrlent             | Josef Brousil Petr Byčkovský Čeněk Hanka Zdeněk Horáček           |
| MR ČSR 1958  | Ostrava            | Václav Janeček Stanislav Jungwirth Vilém Mandlík Jaroslav Jirásek | 3:15,4          | Josef Brousil Jan Gála Čeněk Hanka Jiří Výšek                        | Květoslav Springinsfeld Rudolf Kupka Josef Kupský Miroslav Zrůst  |
| MR ČSR 1959  | Praha              | Zdeněk Váňa Václav Kynos Tomáš Salinger Jaroslav Jirásek          | 3:16,2          | Josef Kukučka Miroslav David Pavel Vitouš Josef Holub                | Miroslav Zrůst Petr Sušanka Květoslav Springinsfeld Zdeněk Oharek |
| MR ČSSR 1960 | Brno               | Jaroslav Jirásek Tomáš Salinger Zdeněk Váňa Vilém Mandlík         | 3:13,8          | Miloň Miller Pavel Vitouš Josef Trousil Miroslav David               | Richard Kania Květoslav Springinsfeld Miroslav Jareš Petr Pahuta  |
| MR ČSSR 1961 | Praha              | Jaromír Vanžura Pavel Vitouš Jaromír Šlégr Josef Trousil          | 3:20,4          | Jan Čtvrtečka Petr Knotek Stejskal František Ptáček                  | Stolín Lang Vladimír Kapek Jaroslav Fiala                         |
| MR ČSSR 1962 | Ostrava            | Pavel Vitouš Jiří Jirgl Josef Trousil Jaromír Šlégr               | 3:12,6          | František Ortman Jaroslav Jirásek Zdeněk Váňa Zdeněk Matějka         | František Ptáček Ivo Rojko Tomáš Jungwirth Jan Kasal              |
| MR ČSSR 1963 | Hradec Králové     | Zdeněk Matějka František Ortman Tomáš Jungwirth Zdeněk Váňa       | 3:16,5          | Zdeněk Koreček Pavol Havrlent Václav Baroch Pavel Vitouš             | Miloš Holeček Milan Pfingstner Václav Palák Miroslav Hruš         |
| MR ČSSR 1964 | Praha              | Pavel Vitouš Pavel Pěnkava Václav Baroch Josef Trousil            | 3:12,3          | František Mandlík Pavel Hruška Emil Stalmašek Zdeněk Váňa            | František Ortman Szabó Oldřich Hozák Miroslav Hruš                |
| MR ČSSR 1965 | Zábřeh             | Zdeněk Váňa František Mandlík Petr Bláha Tomáš Jungwirth          | 3:10,5          | Miroslav Veruk Jaromír Šlégr Václav Baroch Josef Trousil             | Josef Hegyes Jan Kasal Jaromír Berger Jaromír Haisl               |
| MR ČSSR 1966 | Třinec             | Jiří Stejskal Josef Hegyes Jaromír Haisl Josef Trousil            | 3:10,2          | Miroslav Hruš František Ortman Oldřich Hozák Miroslav Šťastný        | Emil Vácha Pavel Vitouš Pavel Pěnkava Miroslav Veruk              |
| MR ČSSR 1967 | Sokolov            | Josef Trousil Jaromír Haisl Josef Hegyes Jan Petrlík              | 3:10,3          | František Mandlík Karel Šoch Vladko Pavlů Tomáš Jungwirth            | František Ortman Jiří Sobčík Jan Kasal Ladislav Kříž              |
| MR ČSSR 1968 | Jablonec nad Nisou | Jindřich Erbs Jiří Ryba Milan Horák Tomáš Jungwirth               | 3:13,4          | Pavel Zeman Karel Šoch Igor Krupička Ján Šišovský                    | Josef Hegyes Jan Petrlík Jan Čtvrtečka Jan Novák                  |
| MR ČSSR 1969 | Považská Bystrica  | Jiří Ryba Miroslav Mikyna Jan Petrlík Josef Hegyes                | 3:15,7          | Jan Mareš Miloš Ráček František Pika Karel Kučera                    | Miroslav Fiala Jiří Hrubý Radim Režný Jaroslav Prokeš             |
| MR ČSSR 1970 | Ostrava            | Jaroslav Drábek Jan Petrlík Miroslav Mikyna Jiří Ryba             | 3:16,1          | Ivan Filipi Ladislav Král Karel Šoch Jiří Bárta                      | Miloš Ráček Ján Šišovský Václav Tašek Karel Kučera                |
| MR ČSSR 1971 | Praha              | Ladislav Kárský Ivan Daniš Miroslav Kodejš Miroslav Tulis         | 3:13,1          | Jiří Ryba Jan Sychra Štěpán Antalovský Jan Petrlík                   | Miloslav Pink Ladislav Král Miroslav Rantoš Jaroslav Lhoták       |
| MR ČSSR 1972 | Praha              | Ivan Daniš Ladislav Kárský Miroslav Kodejš Miroslav Tulis         | 3:13,7          | Jiří Ryba Jan Kovář Pavel Moravec Jan Petrlík                        | Jan Fleischer Josef Hegyes Radim Režný Jaroslav Včeliš            |
| MR ČSSR 1973 | Banská Bystrica    | Jaroslav Ryneš Pavel Moravec David Stejskal Josef Hegyes          | 3:14,4          | Jaroslav Včeliš Jaroslav Prokeš Jindřich Kohout František Štross     | Miroslav Hribík Miroslav Šimon Julius Makoviny Bohumil Němec      |
| MR ČSSR 1974 | Praha              | Bohumil Němec Ladislav Kárský Miroslav Kodejš Miroslav Tulis      | 3:08,4          | Pavel Moravec Jan Petrlík Josef Hegyes David Stejskal                | Vítězslav Vostatek Jan Novák Milan Hirsch Tomáš Jungwirth         |
| MR ČSSR 1975 | Bratislava         | František Peč Karel Kolář Jindřich Kohout František Štross        | 3:13,8          | Vratislav Nosek David Stejskal Josef Hegyes Pavel Moravec            | Ladislav Kárský Miroslav Kodejš Ivan Daniš Miroslav Hribik        |
| MR ČSSR 1976 | Třinec             | Jozef Maláň Milan Timko Ladislav Buřval Jozef Samborský           | 3:12,46         | David Stejskal Miroslav Kodejš Jozef Plachý Vítězslav Vostatek       | Pavel Moravec Ondřej Navrátil Josef Němec Miroslav Záhořák        |
| MR ČSSR 1977 | Ostrava            | Otakar Wild Tomáš Linhart Jozef Plachý Miroslav Tulis             | 3:11,4          | Ivan Daniš Jan Grendys Jindřich Kohout Ladislav Kárský               | Tomáš Prax Zdeněk Groh Jaromír Hort Karel Kolář                   |
| MR ČSSR 1978 | Praha              | Pavel Moravec Pavel Jehlička Jiří Dlouhý Miroslav Záhořák         | 3:13,57         | Zdeněk Pavelek Jindřich Kohout František Štross Jaroslav Eichler     | Ivan Kudeřík Jiří Kottas Zdeněk Nešpor Libor Šebesta              |
| MR ČSSR 1979 | Praha              | Ivan Čížek Ladislav Kárský Miroslav Kodejš Libor Šebesta          | 3:11,6          | Josef Lomický Josef Vedra Jozef Plachý Stanislav Sajdok              | Dušan Žiška Roman Zrun Jindřich Kohout František Břečka           |
| MR ČSSR 1980 | Praha              | Jiří Kottas Ivan Čížek Libor Šebesta Ladislav Kárský              | 3:18,3          | Ladislav Kryl Josef Panoch Antonín Pařízek Stanislav Staněk          | Petr Potměšil Antonín Vávra Michal Majchrák Radek Vybíral         |
| MR ČSSR 1981 | Ostrava            | Bohumil Táborský Josef Vedra Miroslav Záhořák Josef Lomický       | 3:12,98         | Luboš Chochlík Ján Svrček Miroslav Púchovský Dušan Malovec           | Pavel Moravec Vratislav Šedina Miroslav Dongres Jiří Dlouhý       |
| MR ČSSR 1982 | Praha              | Bohumil Táborský Josef Lomický Miroslav Zahořák Stanislav Sajdok  | 3:10,87         | Miroslav Kodejš Ladislav Kárský Ivan Čížek Jan Kubista               | Antonín Pařízek Stanislav Staněk Luděk Táborský Karel Kopeček     |
| MR ČSSR 1983 | Praha              | Lubor Chválek Josef Lomický Břetislav Zadák Miroslav Zahořák      | 3:09,97         | Miloslav Zítka Jan Kubista Karel Kopeček Ivan Čížek                  | Milan Zajíček Otakar Janiczek Martin Čadek Daniel Hejret          |
| MR ČSSR 1984 | Praha              | Zoltán Jurík Miroslav Púchovský Dušan Malovec Ján Tomko           | 3:07,90         | Ivan Čížek Libor Jeřábek Stanislav Návesňák Luděk Táborský           | Martin Chrdle Otakar Janiczek Luboš Bodlák Daniel Hejret          |
| MR ČSSR 1985 | Praha              | Martin Chrdle Ivan Čížek Daniel Hejret Petr Břečka                | 3:06,95         | Karel Kopeček Aleš Maňásek Stanislav Návesňák Jindřich Roun          | Zdeno Nagy Marcel Theer Leoš Dvořák Miroslav Zítka                |
| MR ČSSR 1986 | Bratislava         | Jiří Janoušek Martin Chrdle Daniel Hejret Petr Břečka             | 3:10,13         | Pavel Polomský Zdeno Nagy Marcel Theer Pavel Hýsek                   | Petr Novák Miroslav Ševčík Jan Filandr Vladimír Musil             |
| MR ČSSR 1987 | Třinec             | Karel Kopeček Zbyněk Vinš Stanislav Návesňák Jindřich Roun        | 3:11,49         | Milan Souček Marcel Theer Josef Zwolinský Pavel Hýsek                | Petr Nechanický Daniel Hejret Martin Chrdle Jiří Janoušek         |
| MR ČSSR 1988 | Praha              | Karel Kopeček Milan Bělošek Stanislav Návesňák Jindřich Roun      | 3:09,71         | Aleš Vyhnálek Tomáš Komárek Jindřich Pospíšil Pavel Hýsek            | Luboš Vlach Hynek Strnad Petr Peukert Miloslav Zítka              |
| MR ČSSR 1989 | Banská Bystrica    | Pavel Weiser Pavel Hošek Roman Zeliska Jiří Janoušek              | 3:12,07         | Josef Zwolinski Karel Szotkowski Marcel Theer Tomáš Komárek          | Michal Halbich Pavel Seidl Miloslav Sýkora Michal Báča            |
| MR ČSFR 1990 | Praha              | Libor Jeřábek Petr Holubec Vlastimil Roun Jindřich Roun           | 3:12,05         | Pavel Weiser Robert Žilák Lubomír Kovář Jiří Janoušek                | Karel Szotkowski Marcel Theer Tomáš Komárek Petr Marinčič         |
| MR ČSFR 1991 | Ostrava            | Aleš Vyhnálek Libor Jeřábek Vlastimil Roun Jindřich Roun          | 3:10,5          | Jiří Janoušek Lubomír Kovář Jiří Benda Václav Hřích                  | Jiří Hrdý Tomáš Dřímal Luboš Ruda Pavel Soukup                    |
| MR ČSFR 1992 | Nitra              | Martin Kučera Petr Marinčič Michal Báča Jiří Janoušek             | 3:10,82         | Gabriel Petřvalský Jozef Pribula Miroslav Michalec Dušan Kuteš       | Petr Holubec Aleš Vyhnálek Vlastimil Roun Jindřich Roun           |
| MR ČR 1993   | Jablonec nad Nisou | Martin Kučera Radek Bartakovič Petr Holubec Miroslav Sýkora       | 3:14,65         | Jan Rymeš Pavel Vápenka Jan Makarius Kamil Damašek                   | Jan Švarcbach Tomáš Radosta Milan Zderadička Jiří Šveněk          |
| MR ČR 1994   | Jablonec nad Nisou | Jiří Šveněk Petr Holubec Tomáš Dvořák Jan Poděbradský             | 3:12,69         | Tomáš Karásek Jaroslav Haršany Pavel Pospíšil Ondřej Veselý          | Pavel Marek Tomáš Konečný Jan Fulín Martin Jareš                  |
| MR ČR 1995   | Ostrava            | Kamil Damašek Luboš Stloukal Jan Štejfa Jan Poděbradský           | 3:10,44         | Jiří Cikhart Lukáš Souček Viktor Zbožínek Jiří Benda                 | Ondřej Veselý Pavel Pospíšil Milan Kovář Jaroslav Haršány         |
| MR ČR 1996   | Praha              | Kamil Damašek Jiří Mužík Jiří Šveněk Jan Poděbradský              | 3:08,15         | Petr Šarapatka Miloslav Sýkora Martin Jareš Roman Oravec             | Karel Bláha Jiří Lehečka Tomáš Nakládal Karel Kolečko             |
| MR ČR 1997   | Třinec             | David Nikodým Martin Jareš Karel Bláha Jan Poděbradský            | 3:13,21         | Petr Šarapatka Jan Verner Pavel Marek Roman Oravec                   | Jakub Havlín Martin Braniš Pavel Tomíček Radek Votava             |
| MR ČR 1998   | Jablonec nad Nisou | Štěpán Tesařík Karel Bláha Jan Hanzl Michal Škvára                | 3:12,10         | Karel Znojil Jan Verner Martin Jareš Jan Štejfa                      | Jakub Havlín Pavel Tomíček Martin Braniš Radek Votava             |
| MR ČR 1999   | Ostrava            | Karel Znojil Martin Jareš Pavel Soukup Lukáš Musil                | 3:12,33         | Karel Bláha Josef Rous Ladislav Burdel Milan Kovář                   | Pavel Kolajta Martin Braniš Pavel Tomíček Jan Hanzl               |
| MR ČR 2000   | Plzeň              | Štěpán Tesařík Pavel Soukup Josef Rous Karel Bláha                | 3:10,03         | Luboš Jindra Lukáš Souček Roman Oravec Jan Hanzl                     | Karel Znojil Kamil Kyrš Martin Jareš Jan Štejfa                   |
| MR ČR 2001   | Jablonec nad Nisou | Petr Šarapatka Štěpán Tesařík Michal Škvára Karel Bláha           | 3:10,51         | Michal Uhlík Petr Habásko Jindřich Šimánek Václav Bláha              | Jan Hanzl Karel Znojil Jan Pernica Pavel Soukup                   |
| MR ČR 2002   | Ostrava            | Jindřich Šimánek Michal Uhlík Ondřej Křička Václav Bláha          | 3:10,32         | Martin Braniš Josef Rous Martin Košťál Jiří Vojtík                   | Jiří Kmínek Roman Šebrle Pavel Kolajta Karel Bláha                |
| MR ČR 2003   | Olomouc            | Petr Šarapatka Petr Habásko Michal Bláha Václav Bláha             | 3:09,74         | Štěpán Tesařík Jindřich Šimánek Libor Hykeš , Jiří Kmínek            | Richard Synek Josef Šrámek David Bauer Jan Mazanec                |
| MR ČR 2004   | Plzeň              | Petr Šarapatka Petr Habásko Michal Uhlík Václav Bláha             | 3:09,69         | Pavel Jiráň Aleš Veselý Miroslav Kaplan Jan Hanzl                    | Jindřich Šimánek Josef Prorok Tomáš Douběta Rudolf Götz           |
| MR ČR 2005   | Kladno             | Jaromír Odvárka Rudolf Götz Michal Uhlík Václav Bláha             | 3:09,22         | Petr Braniš Ondřej Daněk Tomáš Matyska Richard Synek                 | Pavel Jiráň Aleš Veselý Miroslav Kaplan Jan Hanzl                 |
| MR ČR 2006   | Praha              | Jindřich Šimánek Petr Habásko Václav Bláha Michal Uhlík           | 3:10,02         | Richard Synek Marek Hrubý Petr Klofáč Ondřej Daněk                   | Jan Mazanec Aleš Veselý Pavel Jiráň Jan Hanzl                     |
| MR ČR 2007   | Třinec             | Jindřich Šimánek Michal Uhlík Josef Prorok Rudolf Götz            | 3:08,55         | Marek Hrubý Tomáš Matyska Petr Klofáč Jiří Vojtík                    | Petr Šarapatka Jaromír Odvárka Tomáš Pelc Miroslav Kaplan         |
| MR ČR 2008   | Tábor              | Tomáš Bošek Michal Uhlík Jindřich Šimánek Josef Prorok            | 3:10,46         | Petr Braniš Marek Hrubý Ondřej Daněk Petr Klofáč                     | Tomáš Pelc Petr Habásko Martin Čapek Tomáš Krupka                 |
| MR ČR 2009   | Praha              | Pavel Jiráň Martin Hošek Jiří Vojtík Petr Klofáč                  | 3:10,89         | Tomáš Bošek Michal Uhlík Tomáš Krupka Josef Prorok                   | Jindřich Šimánek Martin Čapek Tomáš Pelc Miroslav Kaplan          |
| MR ČR 2010   | Třinec             | Rudolf Götz Filip Klvaňa Michal Uhlík Petr Szetei                 | 3:13,49         | Jindřich Šimánek Josef Prorok Jan Pernica Theodor Jareš              | Jiří Pálka Ivo Brýdl Tomáš Netolický Miroslav Vinkler             |
| MR ČR 2011   | Brno               | Jindřich Šimánek Václav Barák Josef Prorok Theodor Jareš          | 3:14,48         | Vít Rejmon Radek Fischer Lukáš Fetter Vojtěch Šulc                   | Tomáš Pelc Jan Pernica Ondřej Šíp Tomáš Krupka                    |
| MR ČR 2012   | Vyškov             | Petr Lichý Pavel Maslák Jakub Holuša Daniel Němeček               | 3:05,31 Rek. MR | Tomáš Krupka Martin Čapek Tomáš Pelc Václav Barák                    | Matěj Pavlíček Matěj Blahůt Michal Brož Miroslav Burian           |
| MR ČR 2013   | Tábor              | Tomáš Krupka Martin Čapek Daniel Musil Václav Barák               | 3:12,89         | Matěj Blahůt Matěj Pavlíček Michal Brož Miroslav Burian              | Tomáš Nejedlý Jiří Šacl Matěj Trávníček Petr Vitner               |
| MR ČR 2014   | Ostrava            | Martin Čapek Václav Barák Tomáš Petr Daniel Musil                 | 3:18,70         | Jan Šnajdr Jakub Ledvina Martin Pivoňka Jan Čiviš                    | Tomáš Sekanina Jaroslav Žouželka Jiří Janků Luděk Strouhal        |
| MR ČR 2015   | Plzeň              | Černý Martin Čapek Jan Šnajdr Lichý                               | 3:13,55         | Juránek Vystrk Suchánek M.Tuček                                      | Altman Maruštík Kubeš Škoda                                       |
| MR ČR 2016   | Tábor              | A. Mach Jan Šnajdr Černý Václav Barák                             | 3:15,54         | Němeček Friš Sadil M. Pavlíček                                       | Hes Maruštík Beran Kubeš                                          |
| MR ČR 2017   | Třinec             | Jirman Lukáš Hodboď Desenský Müller                               | 3:12,15         | Vejražka Mach Tlustý Šnejdr                                          | Jan Šnajdr Václav Barák Růžička Chlopčík                          |
| MR ČR 2018   | Kladno             | A Šnajdr Tlustý Chlopčík Šnejdr                                   | 3:13,05         | Ryba Hybner Lukáš Hodboď Müller                                      | Maruštík Větrovský Rež Kubeš                                      |
| MR ČR 2019   | Brno               | Desenský Blatník Hodboď Müller                                    | 3:13,11         | Mach Růžička Grabmüller Šnejdr                                       | Suchánek Vystrk Kotyza Tuček                                      |
| MR ČR 2020   | Plzeň              |                                                                   |                 |                                                                      |                                                                   |
| MR ČR 2021   | Zlín               | Mach M. Sadirov V. Ornst M. Šnejdr F.                             | 3:11,40         | Majerčák J. Kabyš D. Haidelmeier M. Ličman F.                        | Juránek M. Vystrk T. Plaček T. Tuček M.                           |
| MR ČR 2022   | Hodonín            | Plaček T. Kotyza D. Vystrk T. Tuček M.                            | 3:10,27         | Saleh H. Pešta B. Kubeš J. Krenek P.                                 | Cihlář V. Růžička M. Přibyl L. Šnejdr F.                          |
| MR ČR 2023   | Tábor              | Plaček T. Hroch M. Kotyza D. Tuček M                              | 3:12,89         | Kolín J. Vích P. Červinka J. Šlechta S.                              | Šabata M. Veselý J. Podolák L. Tesař J.                           |
| MR ČR 2024   | Zlín               | Tomáš Horák Michal Hroch Daniel Kotyza Martin Tuček               | 3:12.11         | Lukáš Přibyl Jakub Myslivec Jan Šulc Josef Bělohlávek                | Jan Tesař Jakub Veselý Lukáš Podolák Matěj Šabata                 |
| MR ČR 2025   |                    |                                                                   |                 |                                                                      |                                                                   |

### Ženy

#### štafeta 4 x 200 m
| Rok         | Místo      | Zlato                                                                         | Výkon  | Stříbro                                                                     | Bronz                                                                        |
| ----------- | ---------- | ----------------------------------------------------------------------------- | ------ | --------------------------------------------------------------------------- | ---------------------------------------------------------------------------- |
| MR ČSR 1945 | Praha      | Růžena Šulcová Eva Preussová Božena Cvrková Věra Jahodová                     | 1:59,6 | Soňa Reichová Eva Reichlová Bičíková Marie Sedláčková                       | Lamplová Neprašová Štěpánka Plicková Marie Matesová                          |
| MR ČSR 1946 | Praha      | Květoslava Pochopová Marie Sychrová Danuše Klesnilová Danuše Hiklová          | 1:52,0 | Eva Preussová V. Katzová Růžena Šulcová Věra Kuželová                       | startovaly jen 2 štafety                                                     |
| MR ČSR 1947 | Praha      | Bohumila Veselá Ludmila Müllerová Danuše Klesnilová Danuše Hiklová            | 1:54,2 | Alena Sigmundová Alexandra Jirsová Anna Plšková Olga Šicnerová              | Soňa Reichová Bartůňková Hana Zentnerová Milena Wimmerová                    |
| MR ČSR 1948 | Praha      | soutěž se neuskutečnila                                                       | xxx    | soutěž se neuskutečnila                                                     | soutěž se neuskutečnila                                                      |
| MR ČSR 1949 | Praha      | soutěž se neuskutečnila                                                       | xxx    | soutěž se neuskutečnila                                                     | soutěž se neuskutečnila                                                      |
| MR ČSR 1950 | Bratislava | Dagmar Tesaříková Miloslava Hulová Jiřina Henzlová Olga Modrachová            | 1:50,0 | Alexandra Ustohalová Zdeňka Jílková Hrdličková Drahomíra Popelková          | Oldřiška Zámostná Zora Hoščálková Smorádková Ludvika Zavadilová              |
| MR ČSR 1951 | Brno       | Jaroslava Jungrová Tomková Jiřina Fikejzová Olga Modrachová                   | 1:51,6 | Miloslava Brázdová Zdeňka Jílková Věra Strojilová Danuše Andrlová-Hiklová   | Alena Vejsová Drahomíra Kusá Miloslava Tesařová Jaruška Vaculová             |
| MR ČSR 1952 | Praha      | Věra Horáková Alena Smyslová Danuše Andrlová Dagmar Bosáková                  | 1:47.8 | Miloslava Hulová Marie Bartáková Jiřina Fikejzová Olga Modrachová           | Milena Wimmerová Alexandra Černá Jarmila Fryčková Libuše Dvořáková           |
| MR ČSR 1953 | Praha      | Jana Rabová Alena Smyslová Dagmar Bosáková Danuše Andrlová                    | 1:43,6 | Květoslava Bukovská Bedřiška Müllerová Blahoslava Zvárová Libuše Říhová     | Milena Wimmerová Klacáková Zajícová Libuše Dvořáková                         |
| MR ČSR 1954 | Ostrava    | Květoslava Bukovská Marlena Košťálová Marie Novotná Bedřiška Müllerová        | 1:48,4 | Jaroslava Svátková Vanda Waldenhegerová Hana Zajícová Miroslava Fendrichová | Jaruška Pospíšilová Květoslava Navrátilová Božena Hasalíková Liduška Ajglová |
| MR ČSR 1955 | Brno       | Hana Kovaříková Věra Švajgrová-Noppová Kamila Šlampová Gertruda Prokopová     | 1:45,0 | Slovan Ústí n/L 1:51,6                                                      | Jiskra Gottwaldov 1:52,0                                                     |
| MR ČSR 1956 | Bratislava | Věra Švajgrová Gertruda Prokopová Anna Kovaříková Jaruška Vaculová            | 1:46,3 | Hana Hrdinová Blahoslava Zvárová Bedřiška Müllerová Květoslava Pohlová      | Zdena Pospíšilová Anna Plšková Bohumila Hasalíková Věra Bílková              |
| MR ČSR 1957 | Praha      | Marie Kubcová-Novotná Bedřiška Müllerová Miloslava Maninová Libuše Strejčková | 1:44,6 | Evžena Abšnajdrová Hana Kovaříková Věra Švajgrová Gertruda Prokopová        | Miroslava Svobodová Kuželová Božena Duchoslavová Miroslava Trkalová          |

#### štafeta 4 x 400 m
| Rok          | Místo              | Zlato                                                                            | Výkon           | Stříbro                                                                       | Bronz                                                                               |
| ------------ | ------------------ | -------------------------------------------------------------------------------- | --------------- | ----------------------------------------------------------------------------- | ----------------------------------------------------------------------------------- |
| MR ČSSR 1969 | Považská Bystrica  | Dobroslava Žáková Eva Mikynová Jarmila Hradecká Darina Srncová                   | 3:52,3          | Bohumila Bednářová Jana Bártová Renata Vaculová Alena Šimečková               | Marta Zubková Daniela Vacková Helena Nerudová Alžběta Bartoňková                    |
| MR ČSSR 1970 | Ostrava            | Dobroslava Žáková Hana Fischerová-Blechtová Magdalena Kurdelová Jarmila Hradecká | 3:54,2          | Bohumila Bednářová Renata Vaculová-Prokopová Jana Bártová Svatava Hořínková   | Taťána Fingerová Olga Šmídová Hana Soumarová Věra Mertlíková                        |
| MR ČSSR 1971 | Praha              | Miluše Polanská Marie Paříková Vlasta Seifertová Jaroslava Jehličková            | 3:51,0          | Dagmar Srnová Dobroslava Žáková Jindřiška Červená Jarmila Hradecká            | Jindra Kociánová Helena Nerudová Libuše Svatošová Libuše Suchánková                 |
| MR ČSSR 1972 | Praha              | Marie Paříková Alena Karvánková Jaroslava Jehličková Vlasta Seifertová           | 3:47,0          | Alena Šimečková Jana Bártová Svatava Hořínková Bohumila Bednářová             | Ivana Bívová Miluše Polanská Jindřiška Červená Ludmila Hamplová                     |
| MR ČSSR 1973 | Banská Bystrica    | Bohumila Bednářová Eva Planková Svatava Hořínková Eva Štefková                   | 3:51,5          | Markéta Procházková Iva Bívová Ludmila Hamplová Jindřiška Červená             | Zdena Krčmářová Miroslava Olšáková Libuše Kačmaříková Jana Bártová                  |
| MR ČSSR 1974 | Praha              | Stanislava Brunnerová Marie Loudová Jana Broučková Helena Nerudová               | 3:50,9          | Ludmila Hamplová Věra Mertlíková Iva Bívová Jindřiška Červená                 | Jana Kotasová Hana Raszková Vlasta Krejčiříková Hana Šuhajdová                      |
| MR ČSSR 1975 | Bratislava         | Věra Mertlíková Iva Bívová Jindřiška Červená Drahomíra Fuxová                    | 3:49,6          | Jarmila Kováčiková Ľubica Huťanová Darina Hlaváčová Eva Kovalčíková           | Bohumila Bednářová Jana Riedlová Libuše Kačmaříková Eva Štefková                    |
| MR ČSSR 1976 | Třinec             | Jozefína Hallová Mária Vozárová Slavomila Matúšková Jozefína Čerchlanová         | 3:46,74         | Ludmila Musilová Hana Šuhajdová Naďa Skulinová Olga Kmochová                  | Blanka Hrabovská Iva Bívová Jindřiška Červená Drahomíra Zvoníčková-Fuxová           |
| MR ČSSR 1977 | Ostrava            | Darina Hlaváčová Paulína Kirnová Gabriela Kvašňovská Eva Ráková-Kovalčíková      | 3:50,9          | Stanislava Brunnerová Marie Loudová Dana Wildová Božena Sudická               | Jana Poloková Marta Džubinská Ivana Hronková Jaroslava Pokorná                      |
| MR ČSSR 1978 | Praha              | Růžena Michalová Hana Kovandová Zuzana Kirschová Drahomíra Zvoníčková            | 3:48,71         | Jitka Keszelá Ivana Koňaříková Ivana Kleinová Květoslava Matějčková           | Soňa Vernarská Marcela Chrbjatová Jarmila Herudková Jana Pavlíková                  |
| MR ČSSR 1979 | Praha              | Ivana Truhlařovská Jindřiška Červená Zuzana Moravčíková Jarmila Kratochvílová    | 3:42,3          | Květuše Harvanová Renata Šťastná Olga Kmochová Jindřiška Kubečková            | Kateřina Vocásková Marie Loudová Helena Müllerová Hana Slámová                      |
| MR ČSSR 1980 | Praha              | Hana Slámová Marie Loudová Helena Müllerová Dana Wildová                         | 3:46,8          | Miriam Valentová Jitka Keszelá Jindřiška Červená Zuzana Moravčíková           | Růžena Michalová Hana Kovandová Drahomíra Zvoníčková Jozefína Ozoráková-Čerchlanová |
| MR ČSSR 1981 | Ostrava            | Marcela Ševčíková Jarmila Herudková Anna Filičková Taťána Kocembová              | 3:42,92         | Hana Mašterová Ivana Kleinová Milena Matějkovičová Zuzana Moravčíková         | Růžena Michalová Hana Kovandová Věra Zelenková Helena Novosádová                    |
| MR ČSSR 1982 | Praha              | Zuzana Moravčíková Milena Matějkovičová Dagmar Šubrtová Dagmar Kubálková         | 3:42,57         | Slavěna Řeháková Gabriela Buzinkaiová Katarína Poludvorná Ľubica Grajciarová  | Eva Eibnerová Anna Čepková Renata Gajdošová Alena Šišková                           |
| MR ČSSR 1983 | Praha              | Slavěna Řeháková Gabriela Buzinkaiová Mária Szabová Ľubica Grajciarová           | 3:49,05         | Michaela Řeháková Jana Šmidáková Dagmar Šubrtová Dagmar Tesáčková-Kubálková   | Miroslava Hochmanová Dana Michalová Ivana Kurucová Jana Ševčíková                   |
| MR ČSSR 1984 | Praha              | Ivana Hlaváčková Jiřina Kročová Alena Pyšková Zuzana Votrubová                   | 3:50,09         | Slavěna Řeháková Renáta Gajdošová Beáta Púchovská Emília Danišková            | Eva Eibnerová Ivana Môciková Jana Kučeríková Ľudmila Melicherová                    |
| MR ČSSR 1985 | Praha              | Slavěna Řeháková Katarína Marčíková Miroslava Dobiášová Emília Daníšková         | 3:46,51         | Iva Najzarová Marie Kabeláčová Barbora Rycková Taťána Kocembová               | Iveta Vondroušová Zdena Brožová Klára Pecharová Jiřina Kročová                      |
| MR ČSSR 1986 | Bratislava         | Petra Pokorná Jana Šmidáková Ivana Walterová Věra Tylová                         | 3:42,98         | Eva Žurková Monika Srnková Michaela Kolcová Štěpánka Sokolová                 | Marie Kabeláčová Petra Staňková Alena Peterková Barbora Rycková                     |
| MR ČSSR 1987 | Třinec             | Petra Pokorná Zuzana Lajbnerová Jana Červenková Jarmila Kratochvílová            | 3:49,04         | Bohumila Lukasová Hana Rompalová Anna Šulcová Lucie Moszkorzová               | Jana Pěnkavová Kamila Kortišová Barbora Fišarová Monika Mezuliáníková-Srnková       |
| MR ČSSR 1988 | Praha              | Lucie Moszkorzová Anna Šulcová Taťána Slaninová Jana Niková                      | 3:40,25 Rek. MR | Lenka Pudilová Helena Dziurová Pavla Soukupová Zuzana Machotková              | Helena Pušová Jaroslava Koubová Věra Nožičková Alena Paříková                       |
| MR ČSSR 1989 | Banská Bystrica    | Dana Pohořelá Julie Bernardová Klára Fuksová Věra Kopičová                       | 3:51,30         | Kateřina Vašková Jitka Turková Ivana Vrbovská Erika Suchovská                 | Lenka Sotonová Lenka Dřízhalová Jitka Dřízhalová Jana Švejdová                      |
| MR ČSFR 1990 | Praha              | Kamila Kortišová Marcela Tomšová Naděžda Tomšová Jana Blažková                   | 3:46,66         | Iveta Vondroušová Petra Giebová Helena Dziurová Zuzana Machotková             | Radka Morcinková Gabriela Mádrová Lenka Žižková Monika Zientková                    |
| MR ČSFR 1991 | Ostrava            | Naděžda Tomšová Marcela Tomšová Helena Jeřábková Jana Blažková                   | 3:42,8          | Monika Špičková Šárka Horsáková Karolína Severová Marcela Novotná             | Markéta Singerová Andrea Konečná Kateřina Loudová Andrea Zsideková                  |
| MR ČSFR 1992 | Nitra              | Lenka Odehnalová Zuzana Machotková Andrea Zsideková Helena Dziurová              | 3:44,24         | Iveta Pořízková Lenka Šotkovská Kamila Peňázová Zuzana Pastušková             | Kateřina Loudová Andrea Konečná Miluše Birková Marcela Novotná                      |
| MR ČR 1993   | Jablonec nad Nisou | Dagmar Urbánková Jana Pavlíková Olga Čaňková Naděžda Koštovalová                 | 3:43,10         | Lucie Svobodová Ivana Macháčková Barbora Dostálová Erika Suchovská            | Kateřina Loudová Martina Blažková Markéta Singerová Marcela Novotná                 |
| MR ČR 1994   | Jablonec nad Nisou | Martina Pavlištíková Martina Vendová Hana Benešová Ludmila Formanová             | 3:40,63         | Helena Vinařová Dagmar Urbánková Helena Jeřábková Naděžda Koštovalová         | Andrea Votočková Dagmar Votočková Iveta Rudová Martina Blažková                     |
| MR ČR 1995   | Ostrava            | Lenka Čermáková Martina Pavlištíková Hana Benešová Ludmila Formanová             | 3:43,55         | Eva Kasalová Radka Lukavská Gabriela Švecová Denisa Obdržálková-Němcová       | Lenka Smolíková Jana Sobčíková Petra Hlavatá Zuzana Pastušková                      |
| MR ČR 1996   | Praha              | Helena Vinařová Eva Kasalová Dagmar Urbánková Helena Fuchsová                    | 3:45,58         | Lenka Čermáková Martina Vendová Martina Pavlištíková Hana Benešová            | Petra Smržová Nikol Špinová Klára Dubská Dana Vaňková                               |
| MR ČR 1997   | Třinec             | Michaela Kutišová Naděžda Koštovalová Olga Čaňková Helena Fuchsová               | 3:44,04         | Andrea Votočková Šárka Horsáková Lucie Hošková Martina Blažková               | Petra Smržová Pavlína Vondrková Klára Dubská Dana Vaňková                           |
| MR ČR 1998   | Jablonec nad Nisou | Jitka Burianová Eva Kasalová Michaela Kutišová Helena Fuchsová                   | 3:42,77         | Martina Morawska Petra Sedláková Kateřina Nekolná Denisa Krejčová             | Lucie Hošková Andrea Votočková Dagmar Votočková Martina Blažková                    |
| MR ČR 1999   | Ostrava            | Lucie Hošková Šárka Horsáková Iva Skorocká Martina Blažková                      | 3:46,95         | Michaela Hejnová Petra Drahoňovská Marcela Lustigová Eva Lustigová            | Lenka Uhrová Tereza Pazdírková Veronika Mráčková Markéta Šamlová                    |
| MR ČR 2000   | Plzeň              | Klára Dubská Petra Hlavatá Jitka Burianová Helena Fuchsová                       | 3:45,61         | Iva Skorocká Šárka Horsáková Martina Blažková Dagmar Votočková                | Kristýna Řešátková Petra Sedláková Lenka Ostravská Martina Morawska                 |
| MR ČR 2001   | Jablonec nad Nisou | Zuzana Němečková Zdeňka Tučanová Eva Horová Alena Rücklová                       | 3:44,54         | Marie Burešová Jana Klečková Eva Šebrlová Ivana Sekyrová                      | Kateřina Burešová Šárka Horsáková Lucie Žirková Jitka Bartoničková                  |
| MR ČR 2002   | Ostrava            | Klára Dubská Helena Fuchsová Michaela Hejnová Tereza Žížalová                    | 3:41,12         | Michaela Šimková Kamila Dušková Drahomíra Eidrnová Ludmila Formanová          | Marie Burešová Jana Klečková Ivana Sekyrová Pavlína Dlouhá                          |
| MR ČR 2003   | Olomouc            | Lenka Masná Lucie Sichertová Tereza Nozarová Barbara Szlendaková                 | 3:46,58         | Marie Burešová Eva Šebrlová Ivana Sekyrová Lucie Fišerová                     | Ester Tschiedelová Lucie Komrsková Lenka Ostravská Martina Morawska                 |
| MR ČR 2004   | Plzeň              | Lucie Koubková Alena Rücklová Lenka Šolcová Jana Polívková                       | 3:45,33         | Lucie Jašová Tereza Čapková Jana Olivová Jitka Bartoničková                   | Petra Racková Barbora Tomšíčková Lenka Matoušková Dana Šatrová                      |
| MR ČR 2005   | Kladno             | Tereza Nozarová Zuzana Kosová Lenka Masná Veronika Mráčková                      | 3:45,73         | Lenka Ostravská Veronika Plesarová Lenka Švábíková Gabriela Proroková         | Lucie Koubková Zdeňka Tučanová Jana Polívková Alena Rücklová                        |
| MR ČR 2006   | Praha              | Lenka Ostravská Veronika Plesarová Zuzana Bergrová Zuzana Hejnová                | 3:41,48         | Gabriela Proroková Marcela Lustigová Lenka Švábíková Petra Lochmanová         | Petra Prokešová Tereza Nozarová Lenka Masná Veronika Mráčková                       |
| MR ČR 2007   | Třinec             | závod neproběhl                                                                  | závod neproběhl | závod neproběhl                                                               | závod neproběhl                                                                     |
| MR ČR 2008   | Tábor              | Jitka Bartoničková Marcela Lustigová Dana Šatrová Zuzana Hejnová                 | 3:41,27         | Kateřina Ulrichová Lenka Švábíkvá Drahomíra Eidrnová Veronika Jelínková       | Zlata Polonyiová Zuzana Klementová Eva Follnerová Denisa Ščerbová                   |
| MR ČR 2009   | Praha              | Lenka Švábíková Markéta Krejčí Drahomíra Eidrnová Veronika Jelínková             | 3:48,70         | Zlata Polonyiová Veronika Vojtíková-Loužecká Andrea Prudilová Tereza Straková | Monika Brusová Lada Studenovská Zdeňka Pražáková Lucie Šetelíková                   |
| MR ČR 2010   | Třinec             | Lenka Švábíková Markéta Krejčí Kateřina Ulrichová Veronika Jelínková             | 3:51,82         | Veronika Šťastná Veronika Vojtíková Tereza Šedivá Jana Sajdoková              | Zlata Zimmermannová Lada Studenovská Lucie Šetelíková Markéta Mikešová              |
| MR ČR 2011   | Brno               | Veronika Mráčková Radka Stružková Tereza Čapková Jitka Bartoničková              | 3:50,43         | Jana Hrudková Nikola Jelenová Kateřina Turková Kristina Volfová               | Ludmila Vlčková Alena Ulrichová Michaela Drábková Pavla Rousková                    |
| MR ČR 2012   | Vyškov             | Eliška Kutrová Denisa Prokešová Sylva Škabrahová Kamila Němcová                  | 3:52,49         | Petra Sotonová Žaneta Sovadinová Helena Jiranová Karolína Novotná             | Petra Muzikantová Michaela Palová Nicol Janeková Kateřina Hálová                    |
| MR ČR 2013   | Tábor              | Denisa Rosolová Dana Šatrová Karolina Hlavatá Martina Schmidová                  | 3:44,49         | Kamila Němcová Eliška Kutrová Olga Půčková Sylva Škabrahová                   | Kateřina Kodrová Kateřina Turková Kateřina Ulrichová Anna Hrudková                  |
| MR ČR 2014   | Ostrava            | Lenka Švábíková Julie Jiravská Radka Hanzlová Michaela Drábková                  | 3:55,13         | Kateřina Kodrová Kateřina Ulrichová Monika Hrachovcová Lucie Taclíková        | Lýdie Brázdová Lucie Maršánová Hana Homolková Lenka Novotná                         |
| MR ČR 2015   | Plzeň              | Karolína Jirmanová Sára Janušková Alžběta Kratochvílová Zuzana Hejnová           | 3:43,46         | Edita Sklenská Dominika Krupařová Kamila Němcová Markéta Škaldová             | Kateřina Turková Kateřina Ulrichová Kateřina Kodrová Šárka Kalvová                  |
| MR ČR 2016   | Tábor              | Kateřina Turková Anna Šimková Anna D´Ambrosca Lucie Taclíková                    | 3:50,25         | Veronika Meczlová Sára Sumegová Anna Suráková Tereza Petržilková              | Edita Sklenská Karolína Strnadová Petra Herzogová Věra Holubářová                   |
| MR ČR 2017   | Třinec             | Veronika Meczlová Anna Suráková Tereza Jonášová Tereza Petržilková               | 3:43,72         | Jana Novosadová Adéla Lorenčíková Dominika Antošová Jana Slavíková            | Anna Výletová Věra Holubářová Markéta Škaldová Edita Sklenská                       |
| MR ČR 2018   | Kladno             | Michaela Bičianová Kateřina Chrpová Anna Šimková Martina Hofmanová               | 3:45.48         | Petra Muzikantová Dominika Krupařová Nikola Řehounková Mezulianíková          | Alžběta Kratochvílová Renata Vocásková Karolína Jirmanová Zdeňka Seidlová           |
| MR ČR 2019   | Brno               | Tereza Jonášová Anna Suráková Linda Hettlerová Tereza Petržilková                | 3:40,29         | Martina Hofmanová Červinová Michaela Bičianová Marcela Pírková                | Klára Staňková Anna Šimková Jana Matějková Ulrichová                                |
| MR ČR 2020   | Plzeň              |                                                                                  |                 |                                                                               |                                                                                     |
| MR ČR 2021   | Zlín               | Kateřina Matoušková Anna Suráková Tereza Jonášová Tereza Petržilková             | 3:40,61         | Věra Holubářová Veronika Petrásková Kristýna Korelová Martina Hofmanová       | Markéta Veverková Anna Šimková Barbora Navrátilová Zuzana Cymbálová                 |
| MR ČR 2022   | Hodonín            | Vondrová L. Věra Holubářová Marcela Pírková Martina Hofmanová                    | 3:37,31         | Tereza Jonášová Anna Suráková Kateřina Matoušková Tereza Petržilková          | Černá K. Čechová L. Čechová E. Veselá B.                                            |
| MR ČR 2023   | Tábor              | Matoušková K. Suráková A. Jonášová T. Tereza Petržilková                         | 3:39,54         | Holubářová V. Petrásková V. Korelová K. Pírková M.                            | Bendová E. Čechová E. Bartošková K. Bendová N.                                      |
| MR ČR 2024   | Zlín               | Lucie Zavadilová Kateřina Šťastná Valentýna Jindrová Tereza Petržilková          | 3:42.88         | Věra Holubářová Kristýna Korelová Martina Hofmanová Veronika Petrásková       | Barbora Navrátilová Anna Šimková Anna Červenková Zuzana Cymbálová                   |
| MR ČR 2025   |                    |                                                                                  |                 |                                                                               |                                                                                     |